# حركة السكان الأصليين باشاكوتي
حركة السكان الاصليين باشاكوتي هي حزب سياسي في بوليفيا. تأسس الحزب في عام 2000. رئيس الحزب هو يليب قيسبي هونكا. في الانتخابات الرئاسية لعام 2005، حصل مرشح الحزب، يليب قيسبي هونكا، على 60452 صوت (2.2%).